# ادونس (میزوری)
ادونس (به انگلیسی: Advance) یک شهر در ایالات متحده آمریکا است که در شهرستان استادار، میزوری واقع شده‌است. ادونس ۲٫۹۰ کیلومتر مربع مساحت و ۱٬۳۴۷ نفر جمعیت دارد و ۱۱۰ متر بالاتر از سطح دریا قرار دارد.